# Wyłączenie gruntu z produkcji rolniczej
Wyłączenie gruntu z produkcji rolniczej – rozpoczęcie innego użytkowania gruntu, jako budowlany lub inwestycyjny.

## Ochrona gruntów rolnych
Zasady ochrony gruntów rolnych i leśnych, w tym procedurę wyłączenia gruntu z produkcji rolniczej, reguluje Ustawa z dnia 3 lutego 1995 r. o ochronie gruntów rolnych i leśnych.
W rozumieniu ustawy, są to grunty:
1. określone w ewidencji gruntów jako użytki rolne;
2. pod stawami rybnymi i innymi zbiornikami wodnymi, służącymi wyłącznie dla potrzeb rolnictwa;
3. pod wchodzącymi w skład gospodarstw rolnych budynkami mieszkalnymi oraz innymi budynkami i urządzeniami służącymi wyłącznie produkcji rolniczej oraz przetwórstwu rolno-spożywczemu;
4. pod budynkami i urządzeniami służącymi bezpośrednio do produkcji rolniczej uznanej za dział specjalny, stosownie do przepisów o podatku dochodowym od osób fizycznych i podatku dochodowym od osób prawnych;
5. parków wiejskich oraz pod zadrzewieniami i zakrzewieniami śródpolnymi, w tym również pod pasami przeciwwietrznymi i urządzeniami przeciwerozyjnymi;
6. rodzinnych ogrodów działkowych i ogrodów botanicznych;
7. pod urządzeniami: melioracji wodnych, przeciwpowodziowych i przeciwpożarowych, zaopatrzenia rolnictwa w wodę, kanalizacji oraz utylizacji ścieków i odpadów dla potrzeb rolnictwa i mieszkańców wsi;
8. zrekultywowane dla potrzeb rolnictwa;
9. torfowisk i oczek wodnych;
10. pod drogami dojazdowymi do gruntów rolnych.

## Wyłączenie gruntów rolnych
Wyłączenie gruntu z produkcji rolniczej może nastąpić na podstawie decyzji administracyjnej wydanej przez właściwy organ administracji publicznej:
- Zgodnie z art. 5 ust. 1 jeżeli przepisy niniejszej ustawy nie stanowią inaczej, właściwym w sprawach ochrony gruntów rolnych jest starosta, a gruntów leśnych - dyrektor regionalnej dyrekcji lasów państwowych, z wyjątkiem obszarów parków narodowych, gdzie właściwym jest dyrektor parku.
- Zgoda na wyłączenie gruntów z produkcji rolniczej jest wymagana w odniesieniu do gruntów rolnych stanowiących użytki rolne wytworzone z gleb pochodzenia mineralnego i organicznego, zaliczone do klas I, II, III, IIIa, IIIb, oraz użytki rolne klas IV, IVa, IVb, V i VI wytworzonych z gleb pochodzenia organicznego, a także gruntów, o których mowa w art. 2 ust. 1 pkt 2-10.
- Wyłączenie gruntów z produkcji rolniczej stanowiących użytki rolne klas I-III - wymaga uzyskania zgody ministra właściwego do spraw rozwoju wsi (art. 7 ust. 2 pkt. 1). Zgoda taka może być wyrażona na etapie sporządzania miejscowego planu zagospodarowania przestrzennego, w trybie określonym w przepisach (art. 7 ust. 1). Oznacza to, że nie jest możliwe uzyskanie zgody na wyłączenie w odniesieniu do gruntów, które nie są objęte obowiązującym miejscowym planem zagospodarowania, który przewiduje dla tych gruntów przeznaczenie inne niż rolnicze.

Ograniczenie to nie dotyczy przeznaczenia na cele nierolnicze gruntów rolnych stanowiących użytki rolne klas I-III, jeżeli grunty te spełniają łącznie następujące warunki:
1. co najmniej połowa powierzchni, każdej zwartej części gruntu zawiera się w obszarze zwartej zabudowy - rozumie się to przez zgrupowanie nie mniej niż 5 budynków, z wyjątkiem budynków o funkcji wyłącznie gospodarczej, pomiędzy którymi największa odległość sąsiadujących ze sobą budynków nie przekracza 100 m (art. 4 pkt. 29). Obszar zwartej zabudowy - rozumie się przez to obszar wyznaczony przez obwiednię prowadzoną w odległości 50 m od zewnętrznych krawędzi skrajnych budynków tworzących zwartą zabudowę lub po zewnętrznych granicach działek, na których położone są te budynki, jeśli ich odległość od tych granic jest mniejsza niż 50 m (art. 4 pkt. 30)
2. położone są w odległości nie większej niż 50 m od granicy najbliższej działki budowlanej w rozumieniu przepisów ustawy z dnia 21 sierpnia 1997 r. o gospodarce nieruchomościami (Dz.U. z 2020 r. poz. 1990 oraz z 2021 r. poz. 11, 234 i 815);
3. położone są w odległości nie większej niż 50 metrów od drogi publicznej w rozumieniu przepisów ustawy z dnia 21 marca 1985 r. o drogach publicznych (Dz.U. z 2020 r. poz. 470, z późn. zm.7);
4. ich powierzchnia nie przekracza 0,5 ha, bez względu na to, czy stanowią jedną całość, czy stanowią kilka odrębnych części.